# Mountain View (Carolina del Norte)
Mountain View es un lugar designado por el censo ubicado en el condado de Catawba en el estado estadounidense de Carolina del Norte. La localidad en el año 2000, tenía una población de 3.768 habitantes en una superficie de 12.5 km², con una densidad poblacional de 301.7 personas por km².

## Geografía
Mountain View se encuentra ubicado en las coordenadas 35°40′55″N 81°22′5″O / 35.68194, -81.36806. Según la Oficina del Censo, la localidad tiene un área total de 12,5 km² (4,8 mi²), de la cual 12,5 km² (4,8 mi²) es tierra y 0 km² (0 mi²) (0.0%) es agua.

### Localidades adyacentes
El siguiente diagrama muestra a las localidades en un radio de 12 kilómetros (7,5 mi) de Mountain View.

## Demografía
En el 2000 la renta per cápita promedia del hogar era de $51.974, y el ingreso promedio para una familia era de $56.313. El ingreso per cápita para la localidad era de $22.125. En 2000 los hombres tenían un ingreso per cápita de $35-635 contra $27.128 para las mujeres. Alrededor del 5.0% de la población estaba bajo el umbral de pobreza nacional.